# Primeira Divisão w szachach
Primeira Divisão – najwyższa klasa drużynowych rozgrywek szachowych w Portugalii, organizowana przez Federação Portuguesa de Xadrez. Zwycięzca ligi zostaje mistrzem Portugalii. Liga odbywa się od 1952 roku.

## Charakterystyka
W lidze uczestniczy dziesięć drużyn. Zawody odbywają się raz w roku, w formie siedmiodniowych rozgrywek.

## Medaliści
Źródło: FPX
| Sezon     | 1. miejsce                 | 2. miejsce                 | 3. miejsce                  |
| --------- | -------------------------- | -------------------------- | --------------------------- |
| 1952      | GX Lisboa                  | GX Alekhine                | GX Figueira da Foz          |
| 1953      | GX Porto                   | GX Alekhine                | GX Lisboa                   |
| 1954      | GX Lisboa                  | Vitória Setúbal            | GX Porto                    |
| 1954/1955 | GX Lisboa                  | Vitória Setúbal            | Estoril Praia               |
| 1956      | GX Alekhine                | GX Sociedade de Geografia  | Fenianos Portuenses         |
| 1957–1960 | mistrzostwa nie odbyły się | mistrzostwa nie odbyły się | mistrzostwa nie odbyły się  |
| 1961      | SL Benfica                 | GX Alekhine                | GX Guimarães                |
| 1962      | Sporting CP                | GX Guimarães               | GX Alekhine                 |
| 1963      | Sporting CP                | Ateneu Comercial Lisboa    | GX Guimarães                |
| 1964      | Sporting CP                | SL Benfica                 | GX Guimarães                |
| 1965      | SL Benfica                 | GX Porto                   | GX Guimarães                |
| 1966      | Ávila AC                   | SL Benfica                 | GX Porto                    |
| 1967      | Sporting CP                | GX Porto                   | Quinas CD                   |
| 1968      | CDUL                       | FC Porto                   | Quinas CD                   |
| 1969      | GX Alekhine                | GX Porto                   | Quinas CD                   |
| 1970      | mistrzostwa nie odbyły się | mistrzostwa nie odbyły się | mistrzostwa nie odbyły się  |
| 1971      | GX Alekhine                | SL Benfica                 | GX Porto                    |
| 1972      | GX Alekhine                |                            |                             |
| 1973–1974 | mistrzostwa nie odbyły się | mistrzostwa nie odbyły się | mistrzostwa nie odbyły się  |
| 1975      | Sporting CP                | FC Porto                   | GX Alekhine                 |
| 1975/1976 | Sporting CP                | GX Alekhine                | FC Porto                    |
| 1976/1977 | Sporting CP                | CA Alvalade                | GX Porto                    |
| 1977/1978 | CF Os Belenenses           | AA Espinho                 | Académica Coimbra           |
| 1978/1979 | Sporting CP                | CF Os Belenenses           | GX Santarém                 |
| 1979/1980 | CA Alvalade                | Sporting CP                | CDUP                        |
| 1980/1981 | Sporting CP                | CDUP                       | CP Corroios                 |
| 1981/1982 | Sporting CP                | CP Amora Corroios          | Ateneu Comercial Lisboa     |
| 1982/1983 | Sporting CP                | FC Foz                     | AA Amadora                  |
| 1983/1984 | EDP Lisboa                 | CDUP                       | Sporting CP                 |
| 1984/1985 | CDUP                       | Sporting CP                | EDP Lisboa                  |
| 1985/1986 | EDP Lisboa                 | CDUP                       | GX Guarda                   |
| 1986/1987 | SL Benfica                 | Illiabum Clube             | SC Farense                  |
| 1987/1988 | Illiabum Clube             | SL Benfica                 | GD Quimigal                 |
| 1988/1989 | Boavista FC                | SL Benfica                 | CR Piedense                 |
| 1989/1990 | Boavista FC                | SL Benfica                 | GX Guarda                   |
| 1990/1991 | Estrelas da Avenida        | Boavista FC                | SL Benfica                  |
| 1991/1992 | Boavista FC                | TLP Lisboa                 | Estrelas da Avenida         |
| 1992/1993 | Boavista FC                | TLP Lisboa                 | SL Benfica                  |
| 1993/1994 | Boavista FC                | TLP Lisboa                 | CR Feijó                    |
| 1994/1995 | Boavista FC                | Sporting CP                | UDR Camarate                |
| 1995/1996 | GD Diana                   | Boavista FC                | Sporting CP                 |
| 1996/1997 | Boavista FC                | GD Diana                   | GX Porto                    |
| 1997/1998 | Portugal Telecom Lisboa    | Boavista FC                | GD Diana                    |
| 1998/1999 | Boavista FC                | FC Barreirense             | GD Diana                    |
| 1999/2000 | Boavista FC                | CAC Pontinha               | GD Diana                    |
| 2000/2001 | Boavista FC                | GX Guarda                  | FC Barreirense              |
| 2001/2002 | GX Guarda                  | Boavista FC                | CAC Pontinha                |
| 2002/2003 | GX Guarda                  | GD Diana                   | Boavista FC                 |
| 2004      | Boavista FC                | GD Diana                   | AX Gaia                     |
| 2005      | AX Gaia                    | CX Seia                    | Académica Coimbra           |
| 2006      | AX Gaia                    | CX Seia                    | GD Diana                    |
| 2006/2007 | GD Diana                   | AA Amadora                 | AX Gaia                     |
| 2007/2008 | GD Diana                   | ACR Vale de Cambra         | AX Gaia                     |
| 2008/2009 | AX Gaia                    | GD Ferroviários Barreiro   | NX Faro                     |
| 2009/2010 | AX Gaia                    | Académica Coimbra          | CNPD Albufeira              |
| 2010/2011 | AX Gaia                    | Académica Coimbra          | CNPD Albufeira              |
| 2011/2012 | Académica Coimbra          | ACR Vale de Cambra         | ADRC Mata de Benfica        |
| 2012/2013 | AX Gaia                    | GD Dias Ferreira           | Académica Coimbra           |
| 2013/2014 | GD Dias Ferreira           | AX Gaia                    | Académica Coimbra           |
| 2014/2015 | AX Gaia                    | GD Dias Ferreira           | Académica Coimbra           |
| 2015/2016 | AX Gaia                    | GD Dias Ferreira           | Académica Coimbra           |
| 2016/2017 | AX Gaia                    | GD Dias Ferreira           | GX Porto                    |
| 2017/2018 | GD Dias Ferreira           | AX Gaia                    | GX Porto                    |
| 2018/2019 | A.XAT Montemor-o-Novo      | GD Dias Ferreira           | AX Portugal/Atlantidiagonal |
| 2019/2020 | GD Dias Ferreira           | A.XAT Montemor-o-Novo      | Assembleia Figueirense      |
| 2020/2021 | A.XAT Montemor-o-Novo      | AX Gaia                    | EPGaia – Clube de Xadrez    |
| 2021/2022 | A.XAT Montemor-o-Novo      | GD Dias Ferreira           | EPGaia – Clube de Xadrez    |
| 2022/2023 | AX Gaia                    | GD Dias Ferreira           | Estrelas São João de Brito  |
| 2023/2024 | AX Gaia                    | GD Dias Ferreira           | Estrelas São João de Brito  |